# Prietella
Prietella es un género de peces actinopeterigios de agua dulce, distribuidos por ríos y lagos de América del Norte.

## Especies
Existen solamente dos especies reconocidas en este género:
- Prietella lundbergi Walsh y Gilbert, 1995
- Prietella phreatophila Carranza, 1954